# Magí Torruella i Jubal
Magí Torruella i Jubal (Cardedeu, Vallès Oriental, 1944) és un director de fotografia català.
El 1962 va ingressar a l'Escola Oficial de Cinema de Madrid, on es va titular el 1966 en direcció de fotografia. El seu primer treball fou de segon operador a En Baldiri de la costa de Josep Maria Font i Espina el 1968, i després va treballar per a Ignasi F. Iquino i com a director de fotografia a Televisió Espanyola. El 1971 es va traslladar al Canadà, on va col·laborar en treballs de publicitat per a l'Oficina Nacional del Cinema i com a director de fotografia a la sèrie de televisió La Feuille d'érable (1972).
Després de tornar a Espanya el 1974 va treballar a Furia española de Francesc Betriu per a José Luis García Sánchez a Colorín colorado i Las truchas. Instal·la a Madrid, va participar com a director de fotografia a la polèmica Camada negra (1976) de Manuel Gutiérrez Aragón, i també va treballar en fotografia industrial i publicitària, alhora que ha publicat articles a les publicacions Imagen y Sonido (des del 1965), Arte Fotográfico (1962-1967) i Flash foto (1977-1980). El 1979 va tornar al Canadà, on va col·laborar al telefilm Le Noël de Madame Beachamp de Raphaël Lévy i va elaborar les pantalles d'aigua de l'Exposició de Montréal. De 1981 a 1987 fou professor al Taller de las Artes Imaginarias de Madrid.

## Filmografia
- 1968: En Baldiri de la costa de Josep Maria Font i Espina
- 1968: De picos pardos d'Ignasi F. Iquino
- 1974: Furia española de Francesc Betriu
- 1975: Cuentos y leyendas (TVE)
- 1976: Colorín colorado de José Luis García Sánchez
- 1976: Nosotros que fuimos tan felices, d'Antonio Drove.
- 1977: ¡Arriba Hazaña! de José María Gutiérrez Santos
- 1977: Camada negra de Manuel Gutiérrez Aragón
- 1977: El sacerdote, d'Eloy de la Iglesia.
- 1978: La vieja memoria de Jaime Camino
- 1978: Las truchas de José Luis García Sánchez
- 1978: Novela (TVE)
- 1984: El crimen de la calle Fuencarral, d'Angelino Fons, episodi de la sèrie La huella del crimen.
- 1985: Crónica sentimental en rojo, de Francesc Rovira-Beleta.
- 1986: L'escot, d'Antoni Verdaguer.
- 1987: Delirios de amor (TVE)
- 1990: La viuda del capitán Estrada, de José Luis Cuerda.
- 1993: Celia (TVE, sis episodis)
- 1999: La sombra de Caín, de Paco Lucio.
- 2000: Terca vida de Fernando Huertas.